# Leiolepidinae
Leiolepidinae – monotypowa podrodzina jaszczurek z rodziny agamowatych (Agamidae). 

## Zasięg występowania
Podrodzina obejmuje gatunki występujące w Azji (Tajlandia, Mjanma, Laos, Kambodża, Wietnam, Indonezja, Chińska Republika Ludowa i Malezja).

## Systematyka

### Etymologia
Leiolepis (Liolepis): gr. λειος leios „gładki”; λεπις lepis, λεπιδος lepidos „łuska”, od λεπω lepō „łuszczyć się”.

### Podział systematyczny
Do podrodziny należy jeden rodzaj z następującymi gatunkami:
- Leiolepis belliana (Hardwicke & Gray, 1827) – agama motylowa[9]
- Leiolepis boehmei Darevsky & Kupriyanova, 1993
- Leiolepis glaurung Wanchai, Rujirawan, Murdoch, Aksornneam, Promnun, Kaatz, Gregory, Nguyen, Van Iderstein, Quah, Grismer, Grismer & Aowphol, 2024
- Leiolepis guentherpetersi Darevsky & Kupriyanova, 1993
- Leiolepis guttata Cuvier, 1829
- Leiolepis ngovantrii Grismer & Grismer, 2010
- Leiolepis ocellata Peters, 1971
- Leiolepis peguensis Peters, 1971
- Leiolepis reevesii  (Gray, 1831)
- Leiolepis rubritaeniata Mertens, 1961
- Leiolepis triploida Peters, 1971